# Pearls of the Sound
Pearls of the Sound är en show- och tävlingskör med cirka 50 medlemmar som framför allt sjunger barbershop. Körens hemvist är Helsingborg, men under många år har de tävlat internationellt med stora framgångar.
Namnet är en ordlek som bygger på att Helsingborg kallas "sundets pärla", där sund och "sound" har ett liknande uttal.

## Organisationstillhörighet
Pearls är medlemmar i Sweet Adelines International, en världsomspännande organisation med ca 23 tusen sångerskor fördelade på 24 regioner, ca 500 körer och ca 1200 kvartetter. Pearls ingår i undergruppen Nordic Light Region vilken utgörs av ca 20 körer och ca 35 kvartetter.

## Historia
Pearls of the Sound bildades 1987 av Lars Holmström och har sedan 1988 varit (och är fortfarande) en tävlande kör med flera fina medaljer i bagaget.

## Dirigenter
Från 1995 till 2001 dirigerades kören av Isabelle Rosell. Kören leds sedan 2004 av dirigenten Anna Rosenberg Adlerstam och i januari 2015 fick kören dessutom en co-dirigent i form av Rasmus Krigström. Både Anna och Rasmus verkar även som domare i sina respektive organisationer, Anna som domare i kategorin "visual communication" i Sweet Adelines International (SAI) och Rasmus som domare i kategorin "music" i Barbershop Harmony Society (BHS)

## Tävlingsframgångar
De största framgångarna på senare år är VM Harmony Classic (division AA) 2016 i Las Vegas samt VM Harmony Classic (Division A) 2013 Hawaii som båda resulterade i första plats i VM.

### Lisbon sings i Lissabon 2023
Poäng: 26,67 poäng av 30 möjliga
Placering: vinnare i sin kategori, 4:a av alla tävlande, golden diploma level VII

### SNOBS convention i Kalmar 2023
Poäng: 1039 (andra plats)

### VM 2022 Phoenix
Sånger semifinal: A million dreams, From now on / Come alive medley
Poäng semifinal: 1344 
Sånger final: Kaval sviri - Evolution of music 1 - Tomorrow is promised to no one - Evolution of music 2
Poäng final: 1403 (fjärde plats och Most entertaining award)

### EM och SNOBS 2022 Helsingborg
Sånger: A million dreams, From now on / Come alive medley
Poäng EM: 528 (första plats) 
Poäng SNOBS: 1048 (första plats)

### NM 2019 Karlstad
Sånger: I wish you love, This can't be love
Poäng: 687 (första plats och guld midsize)

### VM 2018 St Louis
Sånger final: This is Pearls/Show me how you burlesque, Faith - Come what may - I wish you love, Lady Marmalade
Poäng final: 2697 (femte plats)

### NM 2017 Karlstad
Sånger: I like myself, Fourleaf clover/Yes sir thats my baby
Poäng: 634 (första plats och guld midsize)

### VM Harmony Classic (division AA) 2016 Las Vegas
Sånger:     Willy Wonka, I got the music in me, Love letters, Pure imagination, Candyman
Poäng: 1399 (första plats och most entertaining award)

### NM 2015 Karlstad
Sånger: Put your arms around me, If ever I would leave you
Poäng: 656 (andra plats och guld midsize)

### VM 2014 Baltimore
Sånger: If ever I would leave you, Put your arms around me medley
Poäng: 1192 (23:e plats)

### VM Harmony Classic (Division A) 2013 Hawaii
Sånger: Over the rainbow, Never say "never again" again
Poäng: 1303 (första plats)